# 王君廓
王君廓（約574年—627年），并州石艾（今山西省平定县）人，唐朝初年名将。

## 生平
少年时，王君廓亡命为群盗，聚众千余人，在隋朝末年劫掠长平、夏县。瓦岗军李密遣使召之，遂投降李密。不久又率众归附唐高祖李渊，历迁右武卫将军，累封彭国公。跟随秦王李世民平定王世充、刘黑闼，唐高祖李渊令王君廓镇守幽州。
突厥入侵的时候，王君廓击破突厥，俘斩二千余人，获马五千匹。唐高祖大悦，命王君廓入朝，赐给他御马，令他从殿庭骑着出去，唐高祖对侍臣说：“我听说蔺相如叱秦皇，目皆出血。王君廓往击窦建德，将出战，李靖阻止他，君廓发愤大呼，目及鼻耳一时流血。这种壮气，哪一点比不上古人，不可以常例赏之。”又赐锦袍金带，还镇幽州。
玄武门之变后，王君廓挑拨庐江王李瑗谋反，然后，再诛杀，以平叛英雄自居。唐太宗拜王君廓左领军大将军，兼幽州都督，加左光禄大夫，赐物千段，食实封千三百户。王君廓在职骄纵逸，长史李玄道弹劾他。王君廓入朝的时候，在渭南杀驿史，准备逃遁突厥，途中被野人所杀。唐太宗想厚葬他，御史大夫温彦博揭发了王君廓挑拨庐江王李瑗谋反的事情，朝廷追削了他的封邑。

## 民间文学人物
王宣，字君可，是小说《兴唐传》中的人物，家住河北五柳庄，原本是绿林豪杰，担任绿林中北路总瓢把子之职。因为生得面如重枣，美髯垂胸，掌中一口青龙刀，胯下一匹枣红马，有最爱穿鹦哥绿的战袍，仿佛关云长重生一般模样，所以江湖人送绰号：绿袍帅，美髯公，大刀王君可，其武艺在五路瓢把子中排行第一。王君可名字的原型就是王君廓。

## 影視形象
- 2012年电视剧《隋唐英雄》：时晨饰
- 2013年电视剧《隋唐演义》：张明明饰

## 延伸阅读
[在维基数据编辑]
 《新唐書·卷092》，出自《新唐書》